# Ralf Wack
Ralf Wack (* 9. Dezember 1967) ist ein deutscher Poolbillardspieler. Er wurde zweimal Deutscher Meister der Herren und dreimal bei den Senioren.

## Karriere
Bei der Deutschen Meisterschaft 1990 gewann Ralf Wack durch einen Finalsieg gegen Frank Szabo den 8-Ball-Pokal-Wettbewerb der Herren. 2003 gewann er mit einem Sieg im Finale gegen Uwe Kaiser erneut den 8-Ball-Pokal und wurde Dritter im 9-Ball. Drei Jahre später erreichte er das 8-Ball-Finale, das er jedoch gegen Jörn Kaplan verlor, und den dritten Platz im 8-Ball-Pokal.
Bei den Senioren erreichte Wack 2008 den dritten Platz im 14/1 endlos und 2009 im 9-Ball, bevor er 2010 durch Finalsiege gegen Holger Gries beziehungsweise Steffen Gross im 9-Ball und im 10-Ball Deutscher Meister wurde. Bei der Deutschen Meisterschaft 2011 gewann Wack den 14/1-Wettbewerb und wurde Zweiter im 8-Ball sowie Dritter im 9-Ball. 2013 unterlag er Reiner Wirsbitzki im 9-Ball-Finale, 2014 erreichte er das 8-Ball-Finale und verlor dort gegen Steffen Gross.
Mit dem PBC Fortuna Bexbach erreichte Wack 2005 das Finale des Deutschen 8-Ball-Pokals und spielte von 2009 bis 2010 in der 1. Bundesliga. Mit Joker Altstadt spielt er derzeit in der 2. Bundesliga.